# 椿交流館 椿温泉こまつ
椿交流館 椿温泉こまつ（つばきこうりゅうかん つばきおんせんこまつ）は、愛媛県西条市小松町新屋敷にある複合温浴施設である。

## 概要
2003年12月に旧周桑郡小松町が開設し、2004年の市町合併で西条市が引き継いだ。松山自動車道の石鎚山サービスエリアに隣接する道の駅小松オアシスに立地している。海抜100メートル余りの高台に立地し、道前平野や燧灘が一望できる絶景が売りとなっており、高速道路と一般道の双方からアクセスできる全国的にも珍しい温泉である。
2004年度にはピークの約13万8,600人が利用した。しかし、新型コロナウイルスの影響で2021年度には利用者数が5万人を割り込んだ。2022年度からは利用者数は回復しつつあったものの、2023年度の利用者数は約8万8千人とコロナ以前まで利用者数が戻りきらず、人件費や燃料費の高騰で維持管理費用が上昇。加えて源泉をくみ上げるポンプの更新など修繕費用の増大が見込まれていた。こうした中、2024年6月に西条市は、2025年3月末で施設を休館すると発表した。

## 施設
- 温泉
  - 松の湯
  - 椿の湯
- 足湯
- カフェレストラン「シャラ」（2022年4月より休業）
- 無料休憩所
- カプセルベッド
- 和室

## 沿革
- 2003年12月 - 開業。
- 2004年11月 - 市町合併により、西条市が施設を継承。
- 2017年4月 - 指定管理者制度を導入し、シンコースポーツ・四電ビジネスグループが運営開始。
- 2025年3月 - 休館予定。

## アクセス
- せとうち周桑バスハイウェイオアシス線「オアシス」停留所にて下車してすぐ。
- 小松インターチェンジから車で約10分。